# Saison 3 des Vies rêvées d'Erica Strange
Chronologie
Saison 2 Saison 4
Cet article présente le guide des épisodes de la troisième saison de la série télévisée canadienne Les Vies rêvées d'Erica Strange (Being Erica).

## Généralités
- Cette troisième saison est composée de 13 épisodes.

### Synopsis
Erica Strange, jeune trentenaire vivant à Toronto, pense que sa vie est catastrophique et regrette certains évènements de son passé. Elle rencontre au terme d'une série d'accidents un homme qui se présente à elle comme son thérapeute, le docteur Tom. Il lui demande d'écrire une liste des moments-clés de sa vie qui sont devenus ses plus grands regrets. Erica découvre alors que son thérapeute a le pouvoir de la renvoyer dans le temps pour revisiter ces moments. C'est l'occasion pour elle de comprendre son passé, et le mettre en perspective avec sa vie actuelle. Cependant, changer le passé n'est pas sans danger ou conséquences…

## Distribution de la saison

### Acteurs principaux
- Erin Karpluk (VFB : Sophie Landresse) : Erica Strange
- Michael Riley (VFB : Franck Dacquin) : Dr Tom Wexlar

### Acteurs récurrents
- Adam Fergus : Adam Fitzpatrick
- Adam MacDonald (VFB : Thierry Janssen) : Josh McIntosh
- John Boylan (en) (VFB : Philippe Résimont) : Gary Strange
- Kathleen Laskey (VFB : Catherine Conet) : Barbara Strange
- Devon Bostick (VFB : Emmanuel Dekoninck) : Leo Strange
- Reagan Pasternak (VFB : Marie Van R) : Julianne Giacomelli
- Morgan Kelly (VFB : Sébastien Hébrant) : Brent Kennedy
- Laurence Leboeuf (VFB : Claire Tefnin) : Claire
- Sebastian Pigott (VFB : Grégory Praet): Kai Booker
- Anna Silk : Cassidy Holland
- Kim Roberts (VFB : Ethel Houbiers) : Camilla
- Tyron Leitso (VFB : Bruno Mullenaerts) : Ethan
- Paula Brancati (VFB : Mélanie Dermont) : Jenny
- Vinessa Antoine (VFB : Delphine Moriau) : Judith
- Joanne Vannicola : Dr. Naadiah

## Liste des épisodes

### Épisode 1:Apprentie Psy
- Titre original : The Rabbit Hole
- Numéro(s) : 26 (3-01)
- Diffusion(s) : 
  -  Canada : 21 septembre 2010 sur CBC
  -  France : 15 mai 2011 sur Orange Cinéhappy[1],[2]
  -  Belgique : 27 juin 2011 sur La Deux[3]
  -  Québec : 27 août 2011 sur Séries+[4]
- Audience(s) : 409.000 téléspectateurs (première diffusion, Canada)
- Invité(s) : Fab Filippo : Seth Newman
- Résumé :

Erica a franchi une porte, sa porte, la préparant à affronter qui que ce soit de l'autre côté. Maintenant, tout dans la vie d'Erica, son travail, sa vie amoureuse et même sa thérapie avec le Dr Tom débute de nouveau et est chamboulé par le processus.

### Épisode 2:Tourner la page
- Titre original : Moving On Up
- Numéro(s) : 27 (3-02)
- Diffusion(s) : 
  -  Canada : 28 septembre 2010 sur CBC
  -  France : 15 mai 2011 sur Orange Cinéhappy[2]
  -  Belgique : 28 juin 2011 sur La Deux[3]
  -  Québec : 3 septembre 2011 sur Séries+
- Audience(s) : 464.000 téléspectateurs (première diffusion, Canada)
- Invité(s) : Dillon Casey : Ryan
- Résumé :

À la suite de sa rupture avec Ethan, Erica ressent le besoin de se retrouver. Le Dr Tom sait exactement qui, de son passé, saurait le mieux comprendre ses sentiments, Claire. La seule ombre au tableau, elles ne se sont jamais rencontrées en chair et en os.

### Épisode 3:Œil pour œil, dent pour dent
- Titre original : Two Wrongs
- Numéro(s) : 28 (3-03)
- Diffusion(s) : 
  -  Canada : 5 octobre 2010 sur CBC
  -  France : 15 mai 2011 sur Orange Cinéhappy[2]
  -  Belgique : 29 juin 2011 sur La Deux[3]
  -  Québec : 17 septembre 2011 sur Séries+
- Audience(s) : 362.000 téléspectateurs (première diffusion, Canada)
- Invité(s) :
- Résumé :

### Épisode 4:Une matinée sans fin
- Titre original : Wash, Rinse, Repeat
- Numéro(s) : 29 (3-04)
- Diffusion(s) : 
  -  Canada : 12 octobre 2010 sur CBC
  -  France : 22 mai 2011 sur Orange Cinéhappy[2]
  -  Belgique : 30 juin 2011 sur La Deux[3]
  -  Québec : 10 septembre 2011 sur Séries+
- Audience(s) : 400.000 téléspectateurs (première diffusion, Canada)
- Invité(s) :
- Résumé :

Kay revient dans le présent d'Erica et laisse passer une information qui la confrontera à sa propre mort. Afin qu'elle apprenne à vivre le présent, le Dr Tom lui fait revivre la même journée encore et encore.

### Épisode 5:La Vie rêvée d’Adam
- Titre original : Being Adam
- Numéro(s) : 30 (3-05)
- Diffusion(s) : 
  -  Canada : 20 octobre 2010 sur CBC
  -  France : 22 mai 2011 sur Orange Cinéhappy[2]
  -  Belgique : 1er juillet 2011 sur La Deux[3]
  -  Québec : 24 septembre 2011 sur Séries+
- Audience(s) : 401.000 téléspectateurs (première diffusion, Canada)
- Invité(s) :
- Résumé :

Lorsque l'ancien patron d'Adam décède, de mauvais souvenirs resurgissent. Le Dr Tom lui fera alors revivre un épisode de son passé afin de mieux lui faire accepter un aspect de sa personnalité actuelle.

### Épisode 6:Les Aléas du désir
- Titre original : Bear Breasts
- Numéro(s) : 31 (3-06)
- Diffusion(s) : 
  -  Canada : 27 octobre 2010 sur CBC
  -  France : 22 mai 2011 sur Orange Cinéhappy[2]
  -  Belgique : 4 juillet 2011 sur La Deux[3]
  -  Québec : 1er octobre 2011 sur Séries+
- Audience(s) : 363.000 téléspectateurs (première diffusion, Canada)
- Invité(s) : Anna Silk (Cassidy)
- Résumé :

Erica ressent du désir pour Adam, mais évacue rapidement ce sentiment. Le Dr Tom l'invite donc à suivre son instinct et ses envies afin qu'elle puisse s'ouvrir à Adam malgré ses craintes. Entre-temps, Cassidy revient à Toronto pour la fin de semaine afin de prendre part aux célébrations de la Fierté gay ( gay pride ).

### Épisode 7:L'Amitié
- Titre original : Jenny From the Block
- Numéro(s) : 32 (3-07)
- Diffusion(s) : 
  -  Canada : 3 novembre 2010 sur CBC
  -  France : 29 mai 2011 sur Orange Cinéhappy[2]
  -  Belgique : 5 juillet 2011 sur La Deux[3]
  -  Québec : 8 octobre 2011 sur Séries+
- Audience(s) : 372.000 téléspectateurs (première diffusion, Canada)
- Invité(s) :
- Résumé :

Après n'avoir donné aucune nouvelle durant 6 mois, Jenny rend une visite surprise à Erica, admet ses erreurs et demande son aide afin de remettre de l'ordre dans sa vie. Erica accepte, mais un rapide retour en arrière lui fait prendre conscience que seule Jenny peut s'aider elle-même.

### Épisode 8:Les Moments de la vie
- Titre original : Physician, Heal Thyself
- Numéro(s) : 33 (3-08)
- Diffusion(s) : 
  -  Canada : 10 novembre 2010 sur CBC
  -  France : 29 mai 2011 sur Orange Cinéhappy[2]
  -  Belgique : 6 juillet 2011 sur La Deux[3]
  -  Québec : 15 octobre 2011 sur Séries+
- Audience(s) : 338.000 téléspectateurs (première diffusion, Canada)
- Invité(s) :
- Résumé :

Le retour de Kai met Érica dans une situation inconfortable. Elle devra prendre une décision qui affectera son futur et celui de Kai. Pendant ce temps, le Dr Tom affronte ses démons avec le retour d'une personne de son passé.

### Épisode 9:Question d'éthique
- Titre original : Gettin' Wiggy Wit' It
- Numéro(s) : 34 (3-09)
- Diffusion(s) : 
  -  Canada : 17 novembre 2010 sur CBC
  -  France : 29 mai 2011 sur Orange Cinéhappy[2]
  -  Belgique : 7 juillet 2011 sur La Deux[3]
  -  Québec : 22 octobre 2011 sur Séries+
- Audience(s) : 445.000 téléspectateurs (première diffusion, Canada)
- Invité(s) :
- Résumé :

Lors de sa dernière thérapie, Erica a fait une découverte stupéfiante qui pourrait signifier la fin de 50/50 Presse. Elle se retrouve coincée entre l'arbre et l'écorce. Le Dr Tom a trouvé une solution pour régler lui-même le problème d'Erica…

### Épisode 10:Le Bon Choix
- Titre original : The Tribe Has Spoken
- Numéro(s) : 35 (3-10)
- Diffusion(s) : 
  -  Canada : 24 novembre 2010 sur CBC
  -  France : 5 juin 2011 sur Orange Cinéhappy[2]
  -  Belgique : 8 juillet 2011 sur La Deux[3]
  -  Québec : 29 octobre 2011 sur Séries+
- Audience(s) : 404.000 téléspectateurs (première diffusion, Canada)
- Invité(s) : Mayko Nguyen (Antigone Morris)
- Résumé : Erica s’interroge pour savoir si elle doit accepter une proposition d'embauche intéressante ou si elle doit se battre pour sauver 50/50 Press, par ailleurs Adam fait une rencontre fortuite...

### Épisode 11:Le Choix du cœur
- Titre original : Adam's Family
- Numéro(s) : 36 (3-11)
- Diffusion(s) : 
  -  Canada : 1er décembre 2010 sur CBC
  -  France : 5 juin 2011 sur Orange Cinéhappy[2]
  -  Belgique : 11 juillet 2011 sur La Deux[3]
  -  Québec : 5 novembre 2011 sur Séries+
- Audience(s) : 518.000 téléspectateurs (première diffusion, Canada)
- Invité(s) :
- Résumé : Adam ne parvient pas à s'engager dans une relation durable et le Docteur Tom lui permet d'en découvrir la cause.

### Épisode 12:Le Test
- Titre original : Erica, Interrupted
- Numéro(s) : 37 (3-12)
- Diffusion(s) : 
  -  Canada : 8 décembre 2010 sur CBC
  -  France : 5 juin 2011 sur Orange Cinéhappy[2]
  -  Belgique : 12 juillet 2011 sur La Deux[3]
  -  Québec : 12 novembre 2011 sur Séries+
- Audience(s) : 362.000 téléspectateurs (première diffusion, Canada)
- Invité(s) :
- Résumé : Erica se réveille dans un lit d'hôpital et apprend qu'elle sort du coma...

### Épisode 13:Noël idéal
- Titre original : Fa La Erica
- Numéro(s) : 37 (3-13)
- Diffusion(s) : 
  -  Canada : 15 décembre 2010 sur CBC
  -  France : 5 juin 2011 sur Orange Cinéhappy[2]
  -  Belgique : 13 juillet 2011 sur La Deux[3]
  -  Québec : 19 novembre 2011 sur Séries+
- Audience(s) : 627.000 téléspectateurs (première diffusion, Canada)
- Invité(s) :
- Résumé : Erica souhaite faire passer un Noël idéal à Adam, mais tout ne va pas se dérouler comme prévu...